# همسر آشنا
 همسر آشنا (به انگلیسی Familiar Wife) سریال کره ای محصول سال ۲۰۱۸ کره جنوبی با بازی جی سونگ و هان جی مین ساخته شد. و در مورد اتفاقات آشنا در سفر در زمان است و از شبکه tvN کره جنوبی از ۱۰ مرداد ۱۳۹۷ در ۱۶ قسمت پخش خواهد شد.

## خلاصه داستان
داستان این سریال بعد اینکه برحسب اتفاقات غیر مترقبه‌ای سرنوشتشان با تغییرات زیادی روبه‌رو می‌شود، یک زوجی که ازدواج کرده‌اند به یک‌باره متوجه زندگی متفاوتشان می‌شوند.

## بازیگران
بازیگران اصلی
- جی سونگ در نقش چا جو هیوک
- هان جی مین در نقش سئو وو جین
- کانگ هان نا در نقش لی هه وون

اطرافیان جو هیوک
- پارک هه بون در نقش چا جو اون (خواهر کوچک‌تر جو هیوک)
- اوه یو شیک در نقش اوه سانگ شیک (همکلاسی جو هیوک)

اطرافیان ووجین
- لی جونگ اون در نقش مادر وو جین

بانک
- سون جونگ هوک در نقش چا بونگ هی
- پارک وون سوک در نقش بیون سونگ وو
- جانگ سونگ جو در نقش یون جونگ هو
- چا هاک یون در نقش کیم هوآن
- کیم سو جین در نقش جانگ مان اوک
- کیم سو را در نقش جو هینگ سوک
- گونگ مین جونگ در نقش چوی هه جونگ
- کانگ هی در نقش جونگ مین سو